# Vachellia acuifera
Vachellia acuifera är en ärtväxtart som först beskrevs av George Bentham, och fick sitt nu gällande namn av Seigler och Ebinger. Vachellia acuifera ingår i släktet Vachellia och familjen ärtväxter. Inga underarter finns listade i Catalogue of Life.